# チハチョーフ湾
チハチョーフ湾（ロシア語: Зали́в Чихачёва）は日本海の湾で、間宮海峡の西岸、北緯51度28分、オルロヴァ岬（мыс Орлова；クロステル＝カンプ岬（мыс Клостер-Камп））とダッサ岬（мыс Д’Асса）の間、アムール川流域のキジ湖付近に位置する。1952年までの旧名はデ＝カストリ湾（Залив Де-Ка́стри）。長さ約12.5km、湾口の幅9km、水深9m。湾を取り巻く断崖と3つの島々により全方向の風が防がれる天然の良港。ラ・ペルーズにより1787年発見され、海軍大臣ド・カストリーに因んで命名。1952年にニコライ・マトヴェエヴィチ・チハチョーフに因み改名。湾岸の北緯51度28分 東経140度49分 / 北緯51.467度 東経140.817度、現在のデ＝カストリ港にアレクサンドロフスキー監視所（Александровский пост）が建てられていた。結氷期間は5ヶ月で、夏季の水温は14℃に達する。潮汐は半日周潮で、1m差。